# Обичаји Торлака у југоисточној Србији
Још пре три стотине година за Торлак и Торлаке се знало не само у ближој околини (у суседним пределима), већ знатно даље – до Цариграда и" најудаљенијих крајева Влашке; свуда тамо докле су
стизали печалбари "оди Торлачко". Сами су се представљали као Торлаци, а свој предео називали Торлачко. Тада није било уобичајено да се сеоска насеља и предели идентификују према градским насељима којима гравитирају. Знало се за Ресаву, Топлицу, Добрич, Мачву, Стиг, Јадар, Жупу, Јабланицу, Шумадију, Заплање, а у суседству Торлака за Лужницу, Сврљиг, Загорје, Шопско и Знепоље.

## Обичаји и традиција Торлака
У цркву или манастир ишло се најчешће када славе на сабор. Сем причешћа, које се обављало у цркви или код куће, остале обреде обављали су на оброцима у пољу, или су калуђери долазили и обреде обављали код њихових кућа. Торлаци су вере православне, сем Цигана. Треба истаћи да је крсно име славио сваки род, да се обичај преносио са прарода на нове родове под називом слава. За разлику од крсног имена постоји и дан који светкује насеље. Тај се дан зове преслава. Њу празнује сваки становник одређеног насеља, без обзира одакле је дошао и какву је преславу имало његово бивше насељед. Разлике у слављењу крсног имена између Торлака и истог празника у Обреновићевој Србији није било. Код преслава (заветина) Торлаци су литије носили на патерицу, а не на први дан преславед. Свадбени обичаји Торлака били су веома слични, с тим што је било много погађања и откупа око невесте. Торлаци су празноверни.
Празновали су многе празнике, од којих су се до данас задржали само неки. Свака је недеља у години имала своје име и обележје, а и дани су имали своја имена и обележја. Многа од тих веровања била
су везана за стоку и летину, а нека за здравље породице. Намештаја у кући није било. Кућа (ижа), уколико је била плотара, састојала се од једног одељења са отвореним огњиштем где су поред укућана ноћила говеда. Кућа чатмара имала је ижу са отвореним огњиштем, са једном (ретко две) гостинском собом и скоро обавезним подрумом (зевником). Сви укућани спавали су у ижи на земљаном поду и обучени. Претходно се простирала рогожа (често и слама или огризина од сена), па црга простирка, а онда црга завивка (покривачи за кревет), а зими још и црга ћилимарка (основа од кучине пресвучена усуканом вуном). На торло простирка је могла да буде и сува шума. Највећа почаст госту била је да му се простре нова рогожа.
Сами су производили све што им је било потребно за одећу и обућу, као и за друге кућне потребе. Жене су ткале на ручним разбојима. Кошуље су биле од конопље или лана, а горња одећа од конопље и вуне. Куповали су једино гајтан и свилене тканине за свечане делове ношње. Жене су чешљале, преле, врткале, мотале, плеле, насновавале, уводиле у ништаљће и набрдило, ткале на ножном разбоју платна и црге, пртенице, плеле шалове, џемпере, јелечета, рукавице, чарапе и наглавће, капуљаче и крпе за главу.
Абаџија је одседао у кућу, узимао меру мушким и женским члановима домаћинства, кројио домаћинов материјал и ручно шио панталоне, џамадане, капуте, јелечетија (прслуке), јелеке и бревенеке, гуњеве и опанџаке, а за жене још и сукна и колије. Рабаџијама је кројио и шио наглавке од пртенице, кројио навошта и правио капуљаче. Главу су покривали најчешће шубаром од овче или јагњеће коже. Опанке су сами израђивали од сувих свињских кожа.
Хигијена није била јача страна Торлака. Исхрана је била доста оскудна. Јагњеће месо се није јело до Ђурђева дана. Постили су се све постове, а посебно још среда и петак. Хлеб је био основна намирница, иако се доста трошио и качамак, као и морузница (проја). Још и данас се чује да се неко жалио како није јео хлеб цео дан, а у ствари хоће да каже да није ручао. Сељаци у пољу се још
увек питају: "Једосте ли леб?", или: "Че једемо ли леб данска?" уместо да питају "Хоћемо ли да ручамо"?
Друштвени живот је био сиромашан: кад се добије време у току дана ишло се на помале у комшилук, зими се одлазило у суседно село на поседвк, с јесени су на гласу биле седенће, недељом и празником излазило се на оро, а кад слави црква или манастир одлазило се на сабор. Једном годишње, онај ко је био привилегован, одлазио је на пиротски вашар (панаџур). На светковинама су носили свечане делове ношње, посебно жене. За сваку прилику постојале су пригодне песме, а од музичких инструмената користиле су се гајде, дудук, двојће, цовара, окарина, дрмбољ, тупан, гусле јаворове и касније ћемане. 
Деца су расла и играла се по ливадама и пашњацима чувајући стоку, али без играчака. За игру су користила прут и камен, дивљакуше (крушке, јабуке, џанарике), шумске плодове жир и шишарке, али и сопствене капе. Деца су била и без заштите од заразних болести и епидемија, јер превентивних мера није било: харале су богиње, дифтерија, дизентерија, колера, грип и друге
болести. Наталитет је био висок, али и смртност. Подаци из друге половине XIX века показују да је на првороткиње долазило само 10-12% деце годишње, на мајке од 1–4 порођаја 45%, на мајке са 5-6
порођаја 50% и на мајке са девет и више порођаја око 5%. Било је мајки са 10, 12, 13, 15, 17, па чак и са 18 порођаја. Близанци су чинили око 2%. С друге стране, највећи број смртности био је код
одојчади, па онда до треће, па до пете и десете године, то јест остајало је само оно дете које издржи све што друга деца нису могла: природно одабирање. људи су се мирили с тим, тражећи
излаза и y заштитним именима. Сећам се како је моја баба Миленка тешила једну младу мајку која је изгубила одојче: "Немој, чери, да мукујеш. Оди моју мајћу сам слушала да млади не требе да пате. Бог че њи даде друго дете да си туре на место. Гледете си сточицуту. Она да ви је жива и здрава да има с кво да се прераните, а детенце че си дојде, това си је божја работа". 